# Louis-Helmut Debes
Louis-Helmut Debes (* 6. Mai 1932 in Aschaffenburg; † 25. März 2009) war ein deutscher Musikpädagoge.

## Werdegang
Debes studierte von 1951 bis 1957 an der Würzburger Musikhochschule Klavier, Orgel, Cembalo, Dirigieren sowie Musikpädagogik und Kirchenmusik. Er setzte seine Ausbildung an der Universität Würzburg mit einem Studium der Musikwissenschaft, Pädagogik und Psychologie fort und schloss 1966 mit Promotion über die „Die musikalischen Werke von Claudio Merulo <1533-1604>“ ab.
Anschließend war er Dozent an der Pädagogischen Hochschule Würzburg. Nach deren Eingliederung war er ab 1980 Professor für Musikpädagogik und Didaktik der Musikerziehung am Institut für Pädagogik der Universität Würzburg. Seit 1986 übernahm er die Tätigkeit eines Kustos und Universitätsorganisten. Er baute den Universitätschor auf und initiierte die traditionellen Weihnachtskonzerte. 1997 trat er in den Ruhestand.
Außerdem war er 55 Jahre lang als Chorleiter und Organist in der Pfarrei Unsere Liebe Frau in Würzburg aktiv. 1992 kümmerte er sich um den Bau der dreimanualigen Schuke-Orgel in der Pfarrkirche zu Unserer Lieben Frau in Würzburg, in den er von der Planung bis zur Fertigstellung involviert war.

## Veröffentlichungen
- 1972: Vom unbewußten zum bewußten Musizieren: ein Handbuch elementarer Musikerziehung für die Primarstufe. 1
- 1977: Musik und Therapie: (Einführung in eine alte und neue Heilmethode mit einer Bibliographie deutschsprachiger Veröffentlichungen zur Musiktherapie)
- 1978: Grundfragen einer pädagogischen Musiktherapie

### Arrangements
- 1992: Ave Maria, Saaleck-Verlag, Hammelburg, Partitur
- 1992: Stille Nacht: für 6-stimmigen Doppelchor, Saaleck-Verlag, Hammelburg, Partitur

## Ehrungen
- 1993: Verdienstkreuz am Bande der Bundesrepublik Deutschland für seinen Einsatz für den Bereich der elementaren Musikpädagogik und das sogenannte „Würzburger Modell“[1]